# Laisvė ir teisingumas
Laisvė ir teisingumas (deutsch „Freiheit und Gerechtigkeit“) ist eine politische Partei in Litauen. Sie entstand am 6. Juni 2020 aus der Fusion der liberalen Lietuvos laisvės sąjunga (LLS; „Litauische Freiheitsunion“) mit der nationalkonservativen Partei Tvarka ir teisingumas (TT; „Ordnung und Gerechtigkeit“). 
Gründungsvorsitzender der Partei wurde Remigijus Žemaitaitis (zuvor TT), seine Stellvertreter Artūras Zuokas (zuvor LLS) und Artūras Paulauskas. Bei der Parlamentswahl im Oktober 2020 erhielt die Partei 2,1 % der Listenstimmen und ein Direktmandat. Im Jahr 2024 übernahm Artūras Zuokas den Parteivorsitz, nachdem man Remigijus Žemaitaitis aus der Partei ausgeschlossen hatte.